# Salticus splendens
Salticus splendens är en spindelart som beskrevs av Lucas 1857. Salticus splendens ingår i släktet Salticus och familjen hoppspindlar. Inga underarter finns listade i Catalogue of Life.